# Constancia del Rosario
Constancia del Rosario è un comune del Messico, situato nello stato di Oaxaca.